# Gran Premio di Francia 1963
Il Gran Premio di Francia 1963 è stato un Gran Premio di Formula 1 disputato il 30 giugno 1963 sul Circuito di Reims. La gara fu vinta da Jim Clark, alla guida di una Lotus - Climax.

## Prima della gara
- Il team ATS non partecipò alla gara; Phil Hill vi prese comunque parte, mettendosi al volante di una Lotus - BRM della Scuderia Filipinetti.
- La Scirocco tornò a schierare la singola vettura di Tony Settember.

## Qualifiche
Durante le prove, dominate da Clark, Scarfiotti ebbe un incidente e si infortunò, dovendo saltare la gara.

### Risultati
| Pos | No | Pilota              | Auto             | Scuderia                    | Tempo  | Distacco |
| --- | -- | ------------------- | ---------------- | --------------------------- | ------ | -------- |
| 1   | 18 | Jim Clark           | Lotus - Climax   | Team Lotus                  | 2'20"2 |          |
| 2   | 2  | Graham Hill         | BRM              | Owen Racing Organisation    | 2'20"9 | +0"7     |
| 3   | 8  | Dan Gurney          | Brabham - Climax | Brabham Racing Organisation | 2'21"7 | +1"5     |
| 4   | 16 | John Surtees        | Ferrari          | Scuderia Ferrari            | 2'21"8 | +1"6     |
| 5   | 6  | Jack Brabham        | Brabham - Climax | Brabham Racing Organisation | 2'21"9 | +1"7     |
| 6   | 10 | Bruce McLaren       | Cooper - Climax  | Cooper Car Company          | 2'22"5 | +2"3     |
| 7   | 20 | Trevor Taylor       | Lotus - Climax   | Team Lotus                  | 2'23"7 | +3"5     |
| 8   | 12 | Tony Maggs          | Cooper - Climax  | Cooper Car Company          | 2'24"4 | +4"2     |
| 9   | 32 | Innes Ireland       | BRP - BRM        | British Racing Partnership  | 2'25"1 | +4"9     |
| 10  | 36 | Jo Siffert          | Lotus - BRM      | Siffert Racing Team         | 2'25"2 | +5"0     |
| 11  | 44 | Jo Bonnier          | Cooper - Climax  | Rob Walker Racing Team      | 2'25"7 | +5"5     |
| 12  | 4  | Richie Ginther      | BRM              | Owen Racing Organisation    | 2'25"9 | +5"7     |
| 13  | 14 | Ludovico Scarfiotti | Ferrari          | Scuderia Ferrari            | 2'27"0 | +6"8     |
| 14  | 42 | Phil Hill           | Lotus - BRM      | Scuderia Filipinetti        | 2'27"7 | +7"5     |
| 15  | 28 | Maurice Trintignant | Lotus - Climax   | Reg Parnell Racing          | 2'28"3 | +8"1     |
| 16  | 22 | Peter Arundell      | Lotus - Climax   | Team Lotus                  | 2'28"5 | +8"3     |
| 17  | 30 | Chris Amon          | Lola - Climax    | Reg Parnell Racing          | 2'30"5 | +10"3    |
| 18  | 34 | Jim Hall            | Lotus - BRM      | British Racing Partnership  | 2'30"9 | +10"7    |
| 19  | 48 | Masten Gregory      | Lotus - BRM      | Tim Parnell                 | 2'33"2 | +13"0    |
| 20  | 38 | Tony Settember      | Scirocco - BRM   | Scirocco Racing Cars        | 2'36"7 | +16"5    |
| 21  | 46 | Lorenzo Bandini     | BRM              | Scuderia Centro Sud         | 2'37"8 | +17"6    |
| WD  | 26 | Giancarlo Baghetti  | ATS              | Automobili Turismo e Sport  |        |          |
| WD  | 40 | Ian Burgess         | Scirocco - BRM   | Scirocco Racing Cars        |        |          |
| WD  | 50 | Nasif Estéfano      | De Tomaso        | Scuderia De Tomaso          |        |          |

## Gara
Al via Clark mantenne il comando, mentre alle sue spalle la vettura di Graham Hill si spense e il pilota inglese fu aiutato a partire, cosa che a fine gara gli costò la revoca dei quattro punti conquistati per il terzo posto. Nelle prime tornate Ginther, scattato molto bene, si inserì alle spalle di Clark, ma il pilota della BRM fu quasi subito costretto al ritiro a causa di un radiatore bucato.
A contendersi la seconda posizione rimasero quindi Surtees, Gurney e Brabham, con quest'ultimo che ebbe la meglio grazie a problemi tecnici degli avversari. Tuttavia, dopo quaranta giri anche il pilota australiano fu costretto a rallentare da problemi al motore, cedendo la posizione a Hill e Maggs. Quest'ultimo si prese il secondo posto a poche tornate dal termine, approfittando di problemi alla frizione che affliggevano la vettura di Hill.
Clark vinse con oltre un minuto di vantaggio sugli inseguitori, precedendo sul traguardo Maggs, Hill, Brabham, Gurney e Siffert, per la prima volta a punti sulla sua Lotus 24 privata.

### Risultati
| Pos | No | Pilota              | Costruttore      | Giri | Tempo/Ritiro     | Partenza | Punti |
| --- | -- | ------------------- | ---------------- | ---- | ---------------- | -------- | ----- |
| 1   | 18 | Jim Clark           | Lotus - Climax   | 53   | 2h10'54"3        | 1        | 9     |
| 2   | 12 | Tony Maggs          | Cooper - Climax  | 53   | +1'04"9          | 8        | 6     |
| 3   | 2  | Graham Hill         | BRM              | 53   | +2'13"9          | 2        | 0     |
| 4   | 6  | Jack Brabham        | Brabham - Climax | 53   | +2'15"2          | 5        | 3     |
| 5   | 8  | Dan Gurney          | Brabham - Climax | 53   | +2'33"4          | 3        | 2     |
| 6   | 36 | Jo Siffert          | Lotus - BRM      | 52   | +1 giro          | 10       | 1     |
| 7   | 30 | Chris Amon          | Lola - Climax    | 51   | +2 giri          | 15       |       |
| 8   | 28 | Maurice Trintignant | Lotus - Climax   | 50   | +3 giri          | 14       |       |
| 9   | 32 | Innes Ireland       | BRP - BRM        | 49   | +4 giri          | 9        |       |
| 10  | 46 | Lorenzo Bandini     | BRM              | 45   | +8 giri          | 19       |       |
| 11  | 34 | Jim Hall            | Lotus - BRM      | 45   | +8 giri          | 16       |       |
| 12  | 10 | Bruce McLaren       | Cooper - Climax  | 42   | Accensione       | 6        |       |
| 13  | 20 | Trevor Taylor       | Lotus - Climax   | 41   | Trasmissione     | 7        |       |
| Rit | 42 | Phil Hill           | Lotus - BRM      | 34   | Pompa benzina    | 13       |       |
| Rit | 44 | Jo Bonnier          | Cooper - Climax  | 32   | Cambio           | 11       |       |
| Rit | 48 | Masten Gregory      | Lotus - BRM      | 30   | Cambio           | 17       |       |
| Rit | 16 | John Surtees        | Ferrari          | 12   | Pompa benzina    | 4        |       |
| Rit | 38 | Tony Settember      | Scirocco - BRM   | 5    | Guasto meccanico | 18       |       |
| Rit | 4  | Richie Ginther      | BRM              | 4    | Radiatore        | 12       |       |
| NP  | 14 | Ludovico Scarfiotti | Ferrari          |      | Infortunato      |          |       |
| ES  | 22 | Peter Arundell      | Team Lotus       |      |                  |          |       |

## Statistiche

### Piloti
- 6ª vittoria per Jim Clark
- 3º e ultimo podio per Tony Maggs
- 1º Gran Premio per Peter Arundell

### Costruttori
- 11° vittoria per la Lotus
- 50º Gran Premio per la BRM

### Motori
- 25ª vittoria per il motore Climax
- 25ª pole position per il motore Climax

### Giri al comando
- Jim Clark (1-53)

## Classifiche

### Piloti
| Pos. | Pilota                  | Punti |
| ---- | ----------------------- | ----- |
| 1    | Jim Clark               | 27    |
| 2    | Dan Gurney              | 12    |
| 3    | Richie Ginther          | 11    |
| 4    | Bruce McLaren           | 10    |
| 5    | Graham Hill             | 9     |
| 6    | Tony Maggs              | 8     |
| 7    | John Surtees            | 7     |
| 8    | Jack Brabham            | 3     |
|      | Innes Ireland           | 3     |
| 10   | Jo Bonnier              | 2     |
| 11   | Trevor Taylor           | 1     |
|      | Jo Siffert              | 1     |
|      | Carel Godin de Beaufort | 1     |
|      | Ludovico Scarfiotti     | 1     |

### Costruttori
| Pos. | Team             | Punti |
| ---- | ---------------- | ----- |
| 1    | Lotus - Climax   | 28    |
| 2    | Cooper - Climax  | 16    |
| 3    | BRM              | 14    |
| 4    | Brabham - Climax | 13    |
| 5    | Ferrari          | 7     |
| 6    | BRP - BRM        | 3     |
| 7    | Lotus - BRM      | 1     |
|      | Porsche          | 1     |